# Comunità montana della Valle Brembana
La Comunità montana della Valle Brembana si trova in provincia di Bergamo.
È stata istituita nel 1973, con legge regionale n. 23 del 16 aprile, ed è costituita da 37 comuni. Il fine ultimo della Comunità è lo sviluppo sociale, economico e culturale della valle, da ottenersi con la cooperazione dei Comuni che ne fanno parte. Inoltre la Comunità Montana Valle Brembana gestisce in forma associata per i suoi 37 comuni, i servizi sociali, la protezione civile e i sistemi informativi oltre a promuovere diverse iniziative in materia di agricoltura e turismo.
Attualmente la Comunità Montana ha tre sedi territoriali, quella principale a Piazza Brembana, dove opera tutto il personale amministrativo e politico, una seconda  sempre nel centro di Piazza Brembana dove opera tutto il settore sociale e la Protezione Civile e una terza sede a Zogno nell'edificio della Green House, recentemente recuperato e portato a standard di altissima efficienza energetica, dove sono presenti diversi servizi territoriali oltre a un ufficio di rappresentanza e due sale convegni.

## Giunta esecutiva

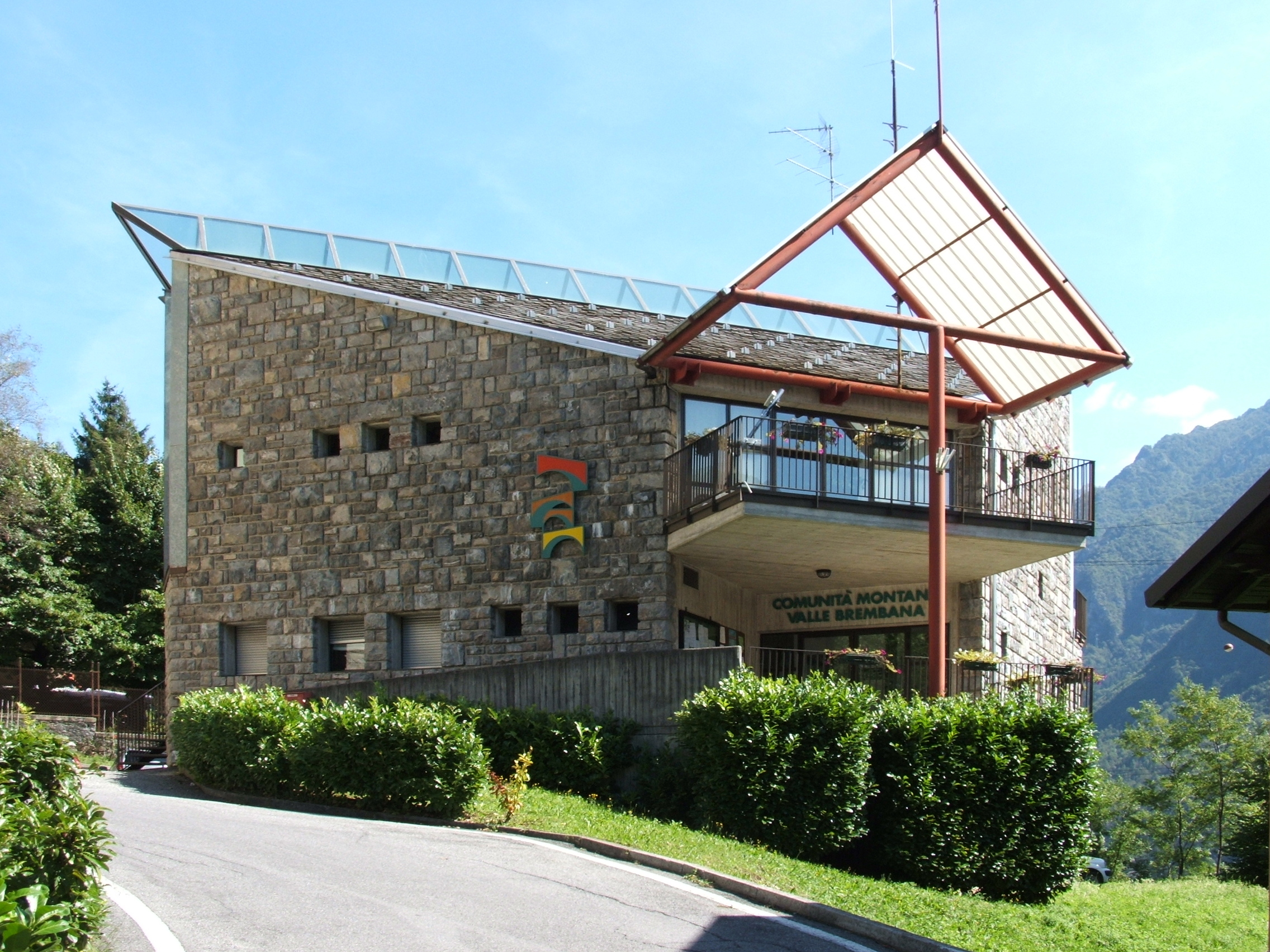
La sede della comunità montana a Piazza Brembana

- Aggiornamento su sito Comunità

## Centri più importanti
Di seguito i comuni con più di 1 000 abitanti e quelli di grande importanza
| Centri vallari più importanti |                      |          |                 |                                        |
| Stemma                        | Comune               | Abitanti | Posizione       | Note                                   |
|                               | Zogno                | 8634     | Valle Brembana  | centro economico della valle           |
|                               | San Pellegrino Terme | 4790     | Valle Brembana  | centro termale e turistico della valle |
|                               | San Giovanni Bianco  | 4717     | Valle Brembana  |                                        |
|                               | Val Brembilla        | 4233     | Valle Brembilla | centro industriale della valle         |
|                               | Sedrina              | 2516     | Valle Brembana  |                                        |
|                               | Serina               | 2062     | Valle Serina    |                                        |
|                               | Ubiale Clanezzo      | 1385     | Valle Brembana  |                                        |
|                               | Piazza Brembana      | 1210     | Valle Brembana  | capoluogo della comunità montana       |
| Altri centri vallari          |                      |          |                 |                                        |
|                               | Piazzatorre          | 381      | Valle Brembana  | importante centro sciistico            |
|                               | Valtorta             | 258      | Valle Brembana  | importante centro sciistico            |
|                               | Foppolo              | 182      | Valle Brembana  | importante centro sciistico            |

## Comuni membri
L'elenco in ordine alfabetico dei 37 comuni costituenti la Comunità:
- Algua
- Averara
- Blello
- Bracca
- Branzi
- Camerata Cornello
- Carona
- Cassiglio
- Cornalba
- Costa Serina
- Cusio
- Dossena
- Foppolo
- Isola di Fondra
- Lenna
- Mezzoldo
- Moio de' Calvi
- Olmo al Brembo
- Oltre il Colle
- Ornica
- Piazza Brembana
- Piazzatorre
- Piazzolo
- Roncobello
- San Giovanni Bianco
- San Pellegrino Terme
- Santa Brigida
- Sedrina
- Serina
- Taleggio
- Ubiale Clanezzo
- Val Brembilla
- Valleve
- Valnegra
- Valtorta
- Vedeseta
- Zogno